# Museum für Photographie (Braunschweig)

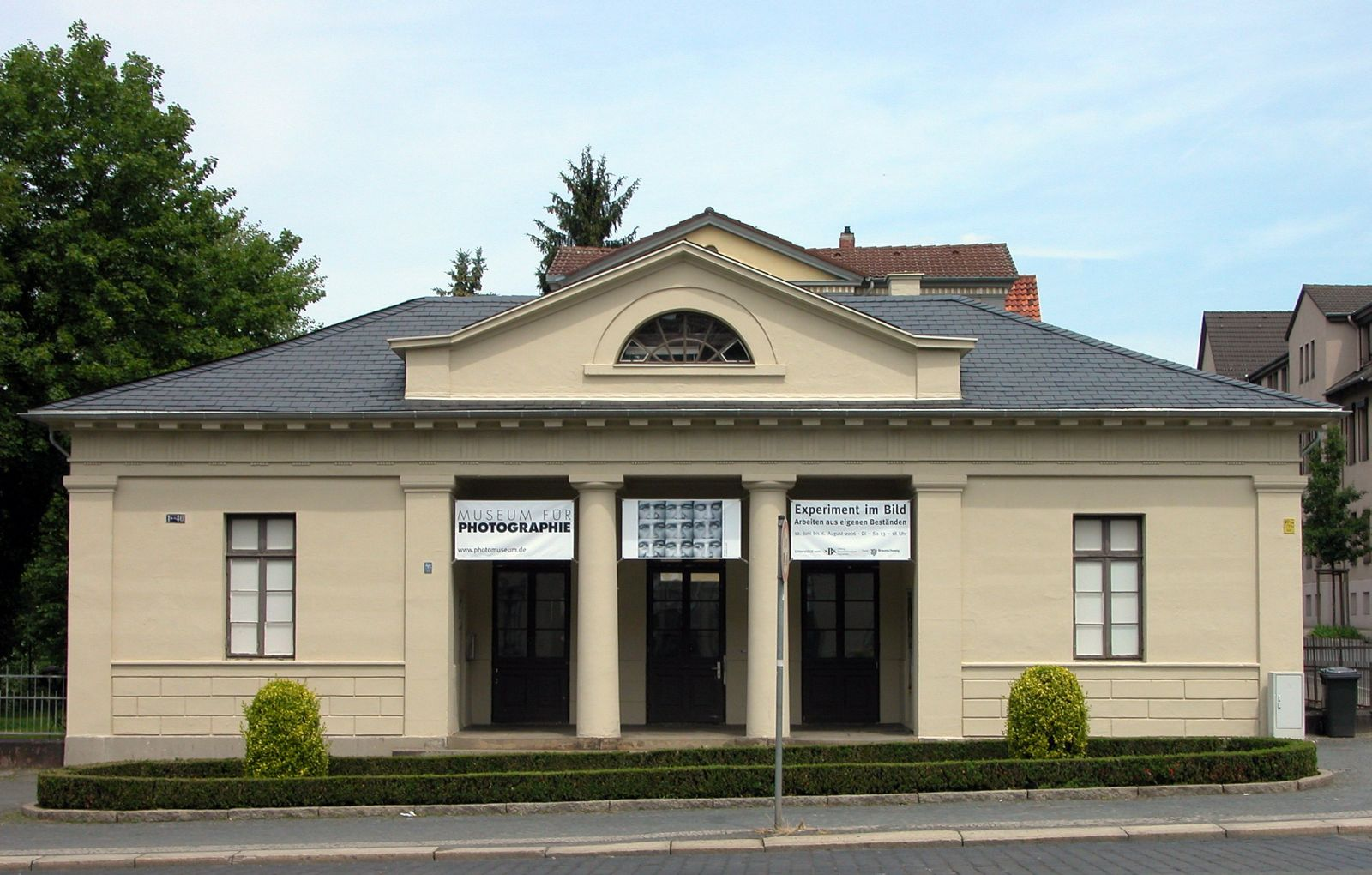
Torhaus 1 van het Museum für Photographie (Foto: 2006)

Het Museum für Photographie is een museum voor fotografie en fotokunst, dat is gevestigd in de Duitse stad Braunschweig (Nedersaksen).

## Beschrijving
Het Museum für Photographie werd in 1984 gesticht door een vereniging met dezelfde naam. Het legt zich toe op fotografie en fotokunst. Daarnaast wil het een rol spelen bij het in stand houden van de herinnering aan de fotografische industrie in Braunschweig, zoals belichaamd door bedrijven als Rollei en Voigtländer. Het museum is gevestigd in twee voormalige tolhuizen (Duits: Torhaüser), Torhaus 1 en Torhaus 2, waarvan het eerste het hoofdgebouw is. In de directe omgeving van het museum bevindt zich het Herzog Anton Ulrich-Museum.

## Collectie
Het Museum für Photographie organiseert ieder jaar verschillende exposities van werk van internationaal bekende fotografen. Het zwaartepunt van de vaste collectie van het museum ligt bij werk van twee Braunschweiger fotografen: Käthe Buchler (1876-1930) en Hans Steffens (1915-1994). Steffens maakte als persfotograaf van de Braunschweiger Zeitung gedurende een twintigtal jaren een groot aantal foto's van Braunschweig en omgeving, die een hoog documentair gehalte hebben. Buchler fotografeerde een grote verscheidenheid aan onderwerpen en experimenteerde met diverse fotografische technieken. Het museum beschikt verder over materiaal uit de vroegste tijd van de fotografie, toen gebruik werd gemaakt van technieken als daguerreotypie en woodburytypie. Hieronder bevindt zich werk van negentiende-eeuwse fotografen als Hill & Adamson, Nadar en Julia Margaret Cameron. Ook heeft het Museum für Photographie een verzameling moderne foto's, gemaakt door kunstenaars uit Braunschweig.